# Regeringen Zahle I
Regeringen Zahle var Danmarks regering 28. oktober 1909 – 5. juli 1910.
Ændring: 22. november 1909, 2. februar 1910
Den bestod af følgende ministre:
- Konseilspræsident og Justitsminister: C.Th. Zahle
- Udenrigsminister: Erik Scavenius
- Finansminister: Edvard Brandes
- Indenrigsminister: P. Munch
- Minister for Kirke- og Undervisningsvæsenet: M.C.B. Nielsen
- Forsvarsminister: Christopher Krabbe (C.Th. Zahle vikarierede fra 28. oktober til 22. november 1909)
- Minister for offentlige arbejder:

J.J. Jensen til 2. februar 1910, derefter
ad interim: W.H.O. Weimann
- Landbrugsminister: Poul Christensen
- Minister for Handel og Søfart: W.H.O. Weimann
- Minister for Island: Bjørn Jonsson

## Baggrund
Med blot en sjettedel af Folketingets stemmer bag sig formåede Det radikale Venstre under ledelse af Carl Theodor Zahle at danne regering. Det ordnede sig, da Socialdemokratiet, der havde 24 mandater i Folketinget, ikke ønskede at deltage i en regering; til gengæld gav Det radikale Venstre tilsagn om støtte på betingelse af, at de ville rejse rigsretsag mod tidligere konseilspræsident J.C. Christensen og hans indenrigsminister Sigurd Berg for deres parlamentariske ansvar i sagen om Peter Albertis underslæb.
Den nye regering og dens støtteparti havde ikke mandater nok til at ændre den konsensuspolitik, som Venstre, den frikonservative gruppe og dele af Højre samt Kongemagten havde ført siden systemskiftet. Denne fortsatte således trods den nye regering og trods Socialdemokratiet nu havde fået reel indflydelse.
Imens Zahle, finansminister Edvard Brandes og forsvarsminister Christopher Krabbe havde rod i den gamle Venstre-tradition, var Ministeriet Zahle’s øvrige medlemmer væsentligt yngre og knyttet til det radikale oprør mod Venstre, der passede fint med Socialdemokratiets strategi om at være opposition til Venstre, der havde haft regeringsmagten i næsten ti år.
Blandt de mest fremtrædende af de unge ministre var indenrigsminister P. Munch, der havde et indgående kendskab til de problemer, der knyttede sig til den revision af Grundloven, der ville blive en af regeringens hovedopgaver. Imidlertid faldt regeringens forslag til en ny Grundlov i april 1910, hvorefter der blev udskrevet valg. Ved valget opnåede Venstre netop halvdelen af Folketingets pladser, og Frederik 8. overdrog Klaus Berntsen at danne en ny regering.